# Merry
Merry (メリー, Merī, estilizado em maiúsculas como MERRY) é uma banda japonesa de rock visual kei formada em 2001 em Tóquio. Sua formação atual conta com Gara nos vocais, Yuu como guitarrista, Testu como baixista e Nero na bateria.

## Carreira

### Formação e estreiamajor(2001–2005)
Merry fez sua primeira apresentação no Shibuya Public Hall em Tóquio em 2003. Em março, lançaram seu primeiro álbum completo, Gendai Stoic, pela Fullface Records, liderada por Kiyoharu (líder e vocalista do Kuroyume e Sads). O álbum esgotou-se durante o período de pré-venda e consequentemente foi reimpresso no mês seguinte. No ano seguinte, lançaram o álbum Modern Garde e conseguiram um contrato com a grande gravadora Victor Entertainment, e o grupo fez sua última turnê como banda independente intitulada Last Indies. Em 2005, lançaram o álbum nu Chemical Rhetoric e esgotaram um show em Hibiya Yagai Ongakudo.

### J-Rock Revolution eM.E.R.R.Y(2006–2019)
Em 2007, o Merry se apresentou no festival J-Rock Revolution idealizado por Yoshiki e realizado em Los Angeles em maio, ao lado de artistas como Mucc, Girugamesh e D'espairsRay. No final do ano, lançaram seu álbum mais bem sucedido até hoje: M.E.R.R.Y, que alcançou a décima quinta posição na Oricon Albums Chart. Também fizeram um cover de "Precious..." da banda Luna Sea para o álbum de tributo Luna Sea Memorial Cover Album. Em 2010, participaram do Romantist - The Stalin, Michiro Endo Tribute Album- um álbum de homenagem ao líder da banda punk dos anos 80 The Stalin, Michiro Endo, comemorando seus 60 anos.
Merry fez um cover da música "Schwein no Isu" do Dir en grey para a compilação Crush! -90's V-Rock Best Hit Cover Songs-, lançada em 26 de janeiro de 2011 apresentando bandas de visual kei atuais tocando canções de bandas que foram importantes para o movimento visual kei dos anos 90. Seu 7º álbum, Beautiful Freaks, foi lançado em 27 de julho de 2011. Fizeram um cover de "Aku no Hana" do Buck-Tick para o álbum tributo Parade II ~Respective Tracks of Buck-Tick~, lançado em 4 de julho de 2012. Merry entrou em um hiato em fevereiro de 2013 devido a problemas de saúde do vocalista Gara, que entrou em tratamento para hérnia de disco. Retomaram as atividades em 10 de agosto.
Em 24 de dezembro de 2014, a banda lançou o álbum NOnsenSe MARkeT. No dia 3 de maio de 2015 participaram do evento produzido por Tsutomu Ishizuki "vVS1.2015 ~Kinema Club no Hen~" em Tóquio. Em 6 de setembro de 2017, lançaram o álbum M-ology. Fizeram um cover de "So..." do D'erlanger para o álbum tributo D'erlanger Tribute Album ~Stairway to Heaven~ e também reproduziram "Ieji" do MUCC para o álbum tributo Tribute of Mucc -en-. Em 2019 lançaram o EP for Japanese sheeple.

### Saída de Kenichi eStrip(2020–presente)
Em maio de 2020, a formação da banda mudou pela primeira vez: o guitarrista Kenichi deixou a banda após 19 anos. Ele anunciou sua saída em fevereiro e participou da turnê Merry 5 Sheep Last Tour antes de se separar do grupo. Em agosto de 2021 anunciaram seu primeiro álbum como um quarteto, Strip, previsto para ser lançado em 3 de novembro. Além disso, projetaram lançar versões ao vivo de todos seus álbuns como comemoração aos 20 anos de carreira. As fotos promocionais de Strip apresentavam os membros com o rosto e corpo pintado de preto, o que levou a acusações de discriminação e racismo. Após a controvérsia, o grupo emitiu um pedido de desculpas e substituiu as fotos em alguns domínios. A partir de 7 de novembro, embarcaram em turnê em promoção ao álbum.
Em 2022, Merry fez suas comemorações aos 20 anos de carreira. Eles fizeram quatro shows comemorativos de julho a novembro e um deles contou com a participação de cali≠gari. Em 24 de setembro eles lançaram um single produzido por Ben Grosse, "Yoake Mae".

## Membros
- Gara (ガラ)  - vocais (2001–presente)
- Yuu (結生)  - guitarra (2001–presente)
- Tetsu (テツ)  - baixo (2001–presente)
- Nero (ネロ)  - bateria (2001–presente)

Ex membros
- Kenichi (健一)  - guitarra (2001–2020)

## Discografia

### Álbuns
| Título                                      | Detalhes                                                                | Posição máxima nas tabelas | Posição máxima nas tabelas |
| Título                                      | Detalhes                                                                | Oricon Albums Chart        |                            |
| ------------------------------------------- | ----------------------------------------------------------------------- | -------------------------- | -------------------------- |
| Gendai stoic (現代ストイック)               | - Lançamento: 13 de abril de 2003 - Gravadora: Fullface                 | 88                         |                            |
| Modern Garde (モダンギャルド)               | - Lançamento: 30 de junho de 2004 - Gravadora: Gekiyaku Records         | 49                         |                            |
| nu chemical rhetoric (nuケミカルレトリック) | - Lançamento: 7 de setembro de 2005 - Gravadora: Victor Entertainment   | 20                         |                            |
| Peep Show                                   | - Lançamento: 19 de julho de 2006 - Gravadora: Victor Entertainment     | 23                         |                            |
| M.E.R.R.Y                                   | - Lançamento: 7 de novembro de 2007 - Gravadora: Victor Entertainment   | 15                         |                            |
| Underworld (アンダーワールド)               | - Lançamento: 25 de fevereiro de 2009 - Gravadora: Victor Entertainment | 34                         |                            |
| Beautiful Freaks                            | - Lançamento: 27 de julho de 2011 - Gravadora: Firewall Div.            | 27                         |                            |
| NOnsenSe MARkeT                             | - Lançamento: 24 de dezembro de 2014 - Gravadoras: Firewall Div.        | 34                         |                            |
| M-OLOGY (エムオロギー)                      | - Lançamento: 6 de setembro de 2017 - Gravadora: Firewall Div.          | 44                         |                            |
| Strip                                       | - Lançamento: 3 de novembro de 2021 - Gravadora: Firewall Div.          | 66                         |                            |